# USS Commencement Bay (CVE-105)
USS Commencement Bay (CVE-105) là một tàu sân bay hộ tống, là chiếc dẫn đầu cho lớp tàu mang tên nó, được Hải quân Hoa Kỳ chế tạo trong Chiến tranh Thế giới thứ hai. Nó là chiếc tàu chiến duy nhất của Hải quân Mỹ được đặt theo vịnh Commencement ở vùng Puget Sound Washington. Chỉ hoàn tất khi Thế Chiến II đã ở vào giai đoạn kết thúc, con tàu chỉ phục vụ ít lâu trong vai trò huấn luyện, trước khi được cho xuất biên chế vào ngày 30 tháng 11 năm 1946. Đang khi không hoạt động trong thành phần dự bị, nó được xếp lại lớp như một tàu sân bay trực thăng với ký hiệu lườn CVHE-105 vào năm 1955, rồi như một tàu vận chuyển máy bay với ký hiệu lườn AKV-37 vào năm 1959. Commencement Bay được rút đăng bạ vào năm 1971 bị bán để tháo dỡ năm 1972.

## Thiết kế và chế tạo
Dưới tên ban đầu là St. Joseph Bay, con tàu được đặt lườn tại xưởng tàu của hãng Todd Pacific Shipyards ở Tacoma, Washington vào ngày 23 tháng 9 năm 1943. Nó được hạ thủy vào ngày 9 tháng 5 năm 1944; được đỡ đầu bởi bà F. Eves, và nhập biên chế vào ngày 27 tháng 11 năm 1944 dưới quyền chỉ huy của Hạm trưởng, Đại tá Hải quân Roscoe Leroy Bowman.

## Lịch sử hoạt động
Commencement Bay trình diện tại Seattle, Washington vào ngày 1 tháng 2, 1945 để phục vụ như một tàu huấn luyện tại Puget Sound cho đến ngày 2 tháng 10. Trong giai đoạn này nó đã huấn luyện cho 545 sĩ quan và 5.053 thủy thủ là thủy thủ đoàn của các tàu sân bay hộ tống chị em, đồng thời chuẩn nhận hoạt động tàu sân bay cho 249 phi công thuộc tám phi đoàn khác nhau khi hoàn tất việc huấn luyện cất/hạ cánh trên tàu sân bay. Nó khởi hành Bremerton từ vào ngày 21 tháng 10, và đi đến Trân Châu Cảng để huấn luyện vào ngày 4 tháng 11, và tiếp tục hoạt động huấn luyện chuẩn nhận tàu sân bay cho phi công mới cho đến ngày 27 tháng 11, khi nó lên đường quay trở về Seattle và Tacoma.
Sau khi viếng thăm Los Angeles và San Pedro, California, Commencement Bay quay trở lại Tacoma vào ngày 28 tháng 1, 1946, nơi nó xuất biên chế và đưa về thành phần dự bị vào ngày 30 tháng 11, 1946. Đang khi trong thành phần dự bị, nó được xếp lại lớp như một tàu sân bay trực thăng CVHE-105 vào ngày 12 tháng 6, 1955; rồi như một tàu vận chuyển máy bay AKV-37 vào ngày 7 tháng 5, 1959, nhưng không bao giờ biên chế trở lại. Con tàu được rút khỏi danh sách Đăng bạ Hải quân vào ngày 1 tháng 4, 1971, và bị bán để tháo dỡ vào ngày 25 tháng 8, 1972.